# مدرسه مهندسی تندن دانشگاه نیویورک
مدرسه مهندسی تندن دانشگاه نیویورک (به انگلیسی: New York University Tandon School of Engineering) از مدارس و کالج‌هایی است که تشکیل دهندهٔ دانشگاه نیویورک هستند. پردیس اصلی آن در بخش بروکلین شهر نیویورک ایالات متحده آمریکا قرار دارد. این مدرسه دومین دانشگاه فنی خصوصی پرقدمت در آمریکاست که در سال ۱۸۵۴ بنیان‌گذاری شده‌است. در رشته‌های مهندسی برق، شیمی پلیمر، مهندسی هوافضا و مایکروویو سابقهٔ برجسته‌ای دارد و اینک در ارتباطات، علوم اطلاعات و مدیریت فناوری پیشتاز می‌باشد.
این مدرسه همچنین برای مراکز پژوهشی و تحقیقاتی و برنامه‌هایی که برای توسعه و تشویق آموزش ریاضیات و علوم در مدارس ابتدایی و دبیرستان نیویورک دارد شناخته شده‌است.
مارتین لویز پرل برندهٔ جایزه نوبل فیزیک در سال ۱۹۹۵ و گرترود بی. الیون برندهٔ جایزه نوبل پزشکی در سال ۱۹۸۸ از دانش آموختگان این مدرسه می‌باشند.

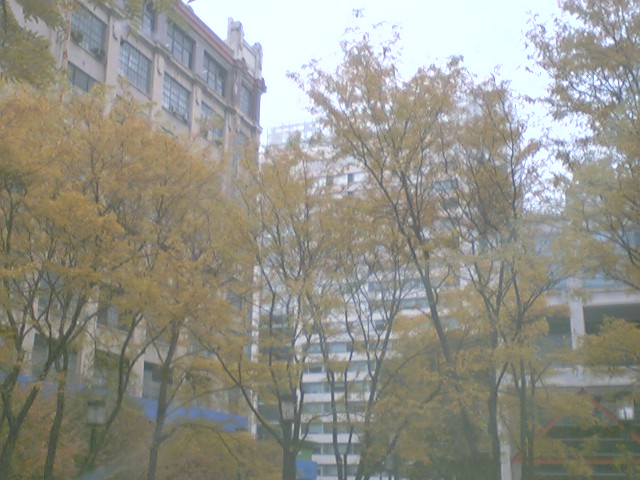
ساختمان اصلی، سالن «راجر» و سالن «دانشجویی»